# Immaculate
Immaculate (titulada: Inmaculada en Hispanoamérica) es una película estadounidense de terror psicológico dirigida por Michael Mohan y escrita por Andrew Lobel. Está protagonizada por Sydney Sweeney, Álvaro Morte, Benedetta Porcaroli, Dora Romano, Giorgio Colangeli y Simona Tabasco.
Se estrenó durante el South by Southwest el 12 de marzo de 2024 y lanzada a nivel mundial en cines el 22 de marzo de 2024 por Neon.

## Sinopsis
A una joven devotamente religiosa llamada Cecilia se le ofrece un puesto en un ilustre convento en la campiña italiana. Pronto se revela que su nuevo hogar aparentemente perfecto esconde horribles secretos.

## Reparto
- Sydney Sweeney como sor Cecilia Jones
  - Isabel Desantis como Cecilia joven
- Álvaro Morte como Padre Sal Tedeschi
- Benedetta Porcaroli como sor Gwen
- Dora Romano como Madre Superiora
- Giorgio Colangeli como Cardenal Franco Merola
- Simona Tabasco como sor Mary

## Producción
En octubre de 2022, se anunció que Sydney Sweeney se había unido al elenco de la película, con Michael Mohan dirigiendo un guion de Andrew Lobel, con Sweeney como productora bajo su marca Fifty-Fifty Films. En febrero de 2023, Álvaro Morte, Benedetta Porcaroli, Dora Romano, Giorgio Colangeli y Simona Tabasco se unieron al elenco de la película.
La fotografía principal tuvo lugar en Roma, y concluyó en febrero de 2023.

## Estreno
En diciembre de 2023, Neon adquirió los derechos de distribución de la película en Estados Unidos. Se estrenó mundialmente en South by Southwest el 12 de marzo de 2024. Y en cines el 22 de marzo de 2024.

## Premios y nominaciones
| Año  | Premio           | Categoría                      | Película   | Resultado | Ref.   |
| ---- | ---------------- | ------------------------------ | ---------- | --------- | ------ |
| 2024 | SXSW Film Awards | Premio de la Audiencia Pública | Immaculate | Nominado  | [ 10 ] |